# Фотография рабочего дня
Фотография рабочего дня — метод изучения рабочего времени наблюдением и измерением всех без исключения затрат на протяжении рабочего дня или отдельной его части.

## Определение
Согласно БСЭ фотография рабочего дня — это метод изучения использования рабочего времени путём непрерывного наблюдения и измерения всех его затрат на протяжении рабочей смены.

## Цели и задачи фотографии рабочего дня
Учёт рабочего времени с помощью фотографии рабочего дня проводится с целью выявления резервов повышения производительности труда. 
Задачи проведения наблюдения:
- фиксировать фактический баланс рабочего времени, фактическую выработку продукции и темпов её выпуска на протяжении рабочей смены;
- выявить потери рабочего времени, установить их причины и разработать мероприятия по совершенствованию организации труда и за счёт устранения потерь и нерациональных затрат времени;
- получить исходные данные для разработки нормативов подготовительно-заключительного времени, времени на отдых и личные надобности, нормативов обслуживания;
- определить причины невыполнения норм рабочими, изучить лучший опыт, определить возможности совмещения профессий и многостаночного обслуживания;
- выявить устаревшие и ошибочные нормы, провести анализ использования рабочего времени передовыми рабочими (лучшим опытом);
- определить рациональный состав бригады и формы разделения труда при бригадном методе организации труда;
- получить исходные материалы с целью установления наиболее рациональной организации рабочих мест и их обслуживания.

## Виды фотографии рабочего дня
Подготовка одной из разновидностей документа зависит от некоторых переменных: количества сотрудников, их расписания, графика работы, профессии. На основании этого выделены следующие разновидности фотографии рабочего дня:
- индивидуальная;
- групповая;
- бригадная;
- многостаночника;
- маршрутная;
- самофотография.

## Этапы наблюдения
Методика проведения фотографии рабочего дня (времени) включает в себя следующие этапы:
- подготовительный этап (определение цели наблюдения (выявление потерь рабочего времени, разработка нормативов и т. д.), выбор объекта наблюдения);
- проведение наблюдения (запись всех последовательных действий рабочего или рабочих на рабочем месте, учёт затрат времени на протяжении смены или её части);
- обработка результатов наблюдений (вычисления продолжительности отдельных элементов затрат времени. Затем все элементы работы, имеющие одинаковый характер или признак, объединяются в группы и составляют сводку одноименных затрат, которая характеризует фактические затраты времени на выполнение работы);
- анализ результатов наблюдений (определение тех затрат рабочего времени, которые необходимы и рациональны при существующей организации труда, каковы потери рабочего времени);
- разработка организационно-технических мероприятий, направленных на ликвидацию потерь рабочего времени (какие мероприятия необходимо осуществить в целях дальнейшего повышения производительности труда и разработать планы по НОТ с указанием исполнителей и сроков осуществления);
- моделирование нормативного баланса рабочего дня, расчёт коэффициентов рабочего времени.

Проведение наблюдений состоит в последовательной и подробной записи в наблюдательном листе. Фотографирование проводится с момента начала работы. Запись производится текстом, индексом или графически в масштабе времени. Фиксируется время окончания наблюдаемых категорий затрат времени.